# وازگن خاچیکیان
وازگن یوریکی خاچیکیان (ارمنی: Վազգեն Յուրիկի Խաչիկյան؛ زادهٔ ۱۹ مارس ۱۹۷۲) یک سیاستمدار اهل ارمنستان است که از تاریخ ۱۹۹۹ تا تاریخ ۲۰۰۷ سمت نمایندگی دوره‌های دوم و سوم مجلس ملی جمهوری ارمنستان را برعهده داشت.

## زندگی‌نامه
در ۱۹ مارس ۱۹۷۲ در آختالا به دنیا آمد و از دانشکده حقوق دانشگاه دولتی ایروان فارغ‌التحصیل شد. 

## یادداشت
1. ↑  ՀՀ սոցիալական ապահովության պետական ծառայության պետ
2. ↑  ՀՀ սոցիալական ապահովագրության պետական հիմնադրամի նախագահ